# David J. Du Puy
David J. Du Puy ( 1958) es un botánico inglés, que ha trabajado extensamente con la flora de Madagascar en Kew Gardens.

## Algunas publicaciones
- 1986. A taxonomic revision of the genus Cymbidium Sw. (Orchidaceae). Ed. Universidad de Birmingham (tesis de doctorado)

### Libros
- d.j. Du Puy, j.f. Moat. 1998. Vegetation mapping and classification in Madagascar (using GIS): implications and recommendations for the conservation of biodiversity. En: C.R. Huxley, J.M. Lock, D.F. Cutler (eds.) Chorology, taxonomy and Ecology of the African and Madagascan floras. Pp Xxx-xxx . Royal Botanic Gardens, Kew

- j.m. Bosser, d.j. Du Puy, p. Phillipson. 1996. Madagascar and Surrounding Islands. En: IUCN/SSC Orchid Specialist Group; Status Survey and Conservation Action Plan – Orchids pp. 103-107. IUCN Suiza y R.U

- 1988. Mapping of Christmas Island native and endemic plants with limited distributions. Ed. Real Jardín Botánico de Kew. 48 pp.

- La abreviatura «Du Puy» se emplea para indicar a David J. Du Puy como autoridad en la descripción y clasificación científica de los vegetales.[2]